# Gewone vleugeltjesbloem
De gewone vleugeltjesbloem (Polygala vulgaris) is een plant uit de vleugeltjesbloemfamilie (Polygalaceae). De soort staat op de Nederlandse Rode lijst als algemeen voorkomend maar sterk afgenomen. De plant heeft de naam te danken aan het feit dat twee van de vijf kelkblaadjes groter zijn.
De plant wordt 5–30 cm hoog en heeft verspreid staande bladeren. De gewone vleugeltjesbloem bloeit van mei tot juli met blauwe, roze of witachtige bloemen. De bloemen hebben drie kroonbladen. De schutbladen zijn 1–2 mm lang en even lang of iets korter dan het bloemsteeltje. Twee van de vijf kelkbladen zijn groter, hebben dezelfde kleur als de drie ontwikkelde kroonblaadjes en vormen de vleugels. De bloeiwijze is vrij los.

## Bestuiving
De stijl heeft vlak onder de stempel een lepelvormig aanhangsel. Hierboven zitten de helmknoppen, waardoor het rijpe stuifmeel door het lepeltje opgevangen wordt. Als een insect de bloem bezoekt kleeft het op het lepeltje liggende stuifmeel aan het insect. Als geen kruisbestuiving optreedt zorgt de plant voor zelfbestuiving doordat aan het eind van de bloei de stamper naar beneden in het lepeltje buigt.
De vrucht is een doosvrucht met niet afvallende vleugels, waardoor deze door de wind verspreid wordt. De doosjes worden ook wel door mieren versleept doordat ze een klein mierenbroodje hebben. De zaden zijn behaard.
De gewone vleugeltjesbloem komt voor in vochtige tot droge, meso-eutrofe graslanden, op lichte bosplekken, in de duinen en op kalkrijke graslanden zoals in Zuid-Limburg.

## Namen in andere talen
De namen in andere talen kunnen vaak eenvoudig worden opgezocht met de interwiki-links.
- Deens: Almindelig mælkeurt
- Duits: Gemeine Kreuzblume
- Engels: Common milkwort
- Frans: Polygala vulgaire
- Noors: Storblåfjær